# Свенка Савић
Свенка Савић (Госпођинци, општина Жабаљ, Краљевина Југославија, 16. јун 1940) српска је професорка емерита и координаторка Центра за родне студије при АЦИМСИ Универзитета у Новом Саду.

## Биографија
Рођена је 16.јуна 1940.године у Госпођинцима. Током основне школе се сели у Нови Сад где паралелно завршава Средњу балетску школу и гимназију „Јован Јовановић Змај“ 1959.године. 1959.године добија и посао у балету Српског народног позоришта где је играла у ансамблу мање солистичке улоге.
До 2007. године била је редовна професорка Психолингвистике на Филозофском факултету Универзитета у Новом Саду. Објавила је велики број књига и научних радова који се баве изучавањем употребе језика у групама које у друштву имају мању моћ. Области интересовања: Анализа дискурса и Родне студије.

## Професионална каријера
Године 1964, дипломирала је на Филозофском факултету Универзитета у Новом Саду на Катедри за јужнословенске језике. Магистрирала је на истом Факултету и Катедри 1969. Назив магистарске тезе Синтаксичке конструкције с придевима у српскохрватском језику. Школску 1967-68. годину проводи на усавршавању у Балетској школи именом Ваганове у Лењинграду (данас Петровград) на смеру за методику класичног балета, а након повратка у Нови Сад напушта Српско народно позориште и једну годину предаје у Балетској школи у Новом Саду. Завршава играчку и педагошку каријеру 1968.године када прелази у стални радни однос у Институт за лингвистику и отпочиње научну и професионалну каријеру на Филозофском факултету. Докторат је 1977. стекла на Филозофском факултету Универзитета у Београду, на Одсеку за психологију. Назив докторске дисертације: Развој говора код близанаца и неблизанаца.
Била је запослена најпре на Институту за лингвистику у Новом Саду као асистенткиња (1968-1976), потом на Филозофском факултету у Новом Саду као виша научна сарадница (1977-1988), ванредна професорка (1985-1989) и потом као редовна професорка до 2007, где је до одласка у пензију предавала Психолингвистику, Увод у науку о језику, Анализу дискурса, Род и језик, Увод у ромологију, Увод у родне студије, Феминистичку теологију. Сенат Универзитета у Новом Саду изабрао ју је у звање професора емеритуса 2010.
Боравила је на усавршавању на Универзитету Беркли у Калифорнији (САД), Институту за психолингвистику у Нијмегену (Холандија), Универзитету Бафало (САД) и Универзитету Нови Мексико (Мексико). Предавала као гостујућа професорка у Ослу, Берлину, Грацу, Бечу, Копенхагену, Загребу, Сарајеву, Скопљу, Љубљани, Никшићу и Подгорици и Нишу.
У периоду од 2006-2007 била је гостујућа професорка за предмет Језик и род на Факултету политичких наука у Београду, а од 2004-2007 била је гостујућа професорка и на одсеку за журналистику Филозофског факултета у Нишу за предмет Комуникација и Функционални стилови.
Била је чланица  Извршног одбора Европског друштва лингвиста. Учествовала је на око 100 научних скупова у земљи и иностранству.
Нарочито се залагала за интердисциплинарне студије језика. Оснивачица је Удружења „Женске студије и истраживања“ у Новом Саду и АЦИМСИ Центра за родне студије УНС. Уводи као нове предмете Анализу дискурса и Психолингвистику на Филозофски факултет УНС. Води Школу ромологије на Универзитету у Новом Саду (2004-2017). Основала је Летњу школу српског језика, културе и историје на УНС(1996).Осим борбе за еманципацију жена, значајна је и њено деловање на пољу инклузије Рома у друштву. Активно ради на афирмацији родно осетљивог српског језика како би се кроз материју показао допринос жена.Одржала је преко 500 различитих догађаја на тему родно осетљивог језика у целом региону бившег српско-хрватског језичког подручја.

## Балет
Поред науке, у континуитету се бави писањем о уметничкој игри. Објавила је пет књига у тој области: Балетска школа у Новом Саду (1989); Балет (1995), за коју је добила награду „Лаза Костић“; 55 година Балетске школе у Новом Саду (2004), Ерика (2018), Жарко Миленковић и Мирјана Матић: прилог историји Балета Српског народног позоришта у Новом Саду (2019), а у књизи Поглед уназад: Свенка Савић о игри и балету (2006) објавиле су сараднице њене текстове критика балетских представа у дневној штампи, уз текстове других жанрова објављене у позоришним и другим часописима и/или поглавља у књигама. За рад на развоју и афирмацији уметничке игре добила је признање за животно дело Удружења балетских уметника Србије (2017).
Сарадница је на изради Лексикона уметничке игре, а вишегодишња сарадница у часопису за игру Оrchestra.
Имала је запажене улоге у оквиру Српског народног позоришта: Ученица из интерната, Герла (Американац у Паризу), Дама са сунцобраном, Чистачица (На лепом плавом Дунаву), Жизелина другарица, Pas de trois, Вила пратилица (Жизела), Мува (Паукова гозба), Жена (Демон злата), Прва игра (Кармина бурана), Сусетка (Ђаво у селу), Претња (Пепељуга), Чарлстон, Чардаш, Маскерата (Балетске ципелице причају), Мазурка, Чардаш (Копелија), Жена (Демон злата), Дона Тана (Крчаг), Пастирица (Мале играрије), xxx (Балетска свечаност), Робиња (Шехерезада).

## Награде
Добитница је награде Лаза Костић за књигу Балет (1994), награде Извршног већа АП Војводине за развој родне равноправности (2003), златне медаље Јован Ђорђевић Српског народног позоришта (2010), медаље за културу за укупно стваралаштво Завода за културу Војводине (2011).